# Abborrtjärnen (Västra Skedvi socken, Västmanland, vid Svansboda)
Abborrtjärnen är en sjö i Köpings kommun i Västmanland och ingår i Norrströms huvudavrinningsområde.